# Avengers: Doomsday
Avengers: Doomsday is een aankomende Amerikaanse superheldenfilm geregisseerd door de Russo Brothers; Anthony en Joe Russo. De film zal de vijfde Avengers-film worden en zal dienen als de 39e film in het Marvel Cinematic Universe.
De film gaat verder in op verhaallijnen en personages uit de films: Shang-Chi and the Legend of the Ten Rings (2021), Thor: Love and Thunder (2022), Black Panther: Wakanda Forever (2022), Ant-Man and the Wasp: Quantumania (2023), Captain America: Brave New World (2025), Thunderbolts* (2025), The Fantastic Four: First Steps (2025) en de televisieserie Loki (2020-2023). Verschillende acteurs uit de eerste trilogie van de X-Men filmserie (2000-2006) en Deadpool & Wolverine (2024) keren terug in deze film.

## Verhaal
De film volgt de superheldengroep The Avengers die het op moeten nemen tegen de schurk Dr. Doom.

## Rolverdeling
| acteur               | personage                        |
| -------------------- | -------------------------------- |
| Chris Hemsworth      | Thor                             |
| Vanessa Kirby        | Sue Storm / Invisible Woman      |
| Anthony Mackie       | Sam Wilson / Captain America     |
| Sebastian Stan       | Bucky Barnes                     |
| Letitia Wright       | Shuri / Black Panther            |
| Paul Rudd            | Scott Lang / Ant-Man             |
| Wyatt Russell        | John Walker / U.S. Agent         |
| Tenoch Huerta Mejía  | K'uk'ulkan / Namor               |
| Ebon Moss-Bachrach   | Ben Grimm / The Thing            |
| Simu Liu             | Shang-Chi                        |
| Florence Pugh        | Yelena Belova                    |
| Kelsey Grammer       | Dr. Henry "Hank" McCoy / Beast   |
| Lewis Pullman        | Robert "Bob" Reynolds / Sentry   |
| Danny Ramirez        | Joaquín Torres / Falcon          |
| Joseph Quinn         | Johnny Storm / Human Torch       |
| David Harbour        | Alexei Shostakov / Red Guardian  |
| Winston Duke         | M'Baku                           |
| Hannah John-Kamen    | Ava Starr / Ghost                |
| Tom Hiddleston       | Loki                             |
| Patrick Stewart      | Professor Charles Xavier         |
| Ian McKellen         | Erik Lensherr / Magneto          |
| Alan Cumming         | Kurt Wagner / Nightcrawler       |
| Rebecca Romijn       | Raven Darkhölme / Mystique       |
| James Marsden        | Scott Summers / Cyclops          |
| Channing Tatum       | Remy LeBeau / Gambit             |
| Pedro Pascal         | Reed Richards / Mister Fantastic |
| Robert Downey jr.    | Victor von Doom / Doctor Doom    |
| Benedict Cumberbatch | Doctor Stephen Strange           |
| Mabel Cadena         | Namora                           |
| Alex Livinalli       | Attuma                           |
| Matthew Wood         | H.E.R.B.I.E. (stem)              |
| n.n.b.               | Franklin Richards                |
| Ryan Omoto           | n.n.b.                           |
| Daniel Omoto         | n.n.b.                           |

## Achtergrond

### Ontstaan
Na het succes van de film Avengers: Infinity War in het voorjaar van 2018, maakte The Walt Disney Company CEO Bob Iger bekend dat het mogelijk was dat na de destijds toekomstige film Avengers: Endgame, er alsnog een Avengers-film zou kunnen komen wegens de populariteit ervan. In januari 2021 sloot Marvel Studios president Kevin Feige zich bij deze uitspraak aan.
In juli 2022, tijdens het San Diego Comic-Con, maakte Kevin Feige bekend dat er twee Avengers films zullen volgen; deze film werd destijds bekend gemaakt onder de titel Avengers: The Kang Dynasty, deze zou opgevolgd worden door Avengers: Secret Wars. Oorspronkelijk was het hierbij de bedoeling dat acteur Jonathan Majors de rol van titelpersonage Kang the Conqueror ging spelen, waar de Avengers het tegenop moeten nemen. Het was daarbij de bedoeling dat de film geregisseerd zou worden door Destin Daniel Cretton en geschreven zou worden door Jeff Loveness.

### Creatieve veranderingen en ontwikkeling
In maart 2023 werd Jonathan Majors gearresteerd wegens beschuldigingen van mishandeling. Nadat hij in december datzelfde jaar schuldig werd bevonden, werd hij door Disney en Marvel Studios ontslagen. Een aantal maanden voordat de rechter uitspraak had gedaan was schrijver Loveness al opgestapt; Loveness zou nauw verbonden zijn met de Kang-verhaallijn en Marvel wilde daar door alle heisa rond Majors afstand van nemen. In november 2023 stapte ook regisseur Cretton op om zich op andere projecten te focussen. Aan het einde van november 2023 werd Michael Waldron aangenomen om het scenario van de film volledig te herschrijven. Na het ontslaan van Majors, in december 2023, werd de titel van de film tijdelijk veranderd naar simpelweg Avengers 5.
In het voorjaar van 2024 benaderde Marvel Studios acteur Robert Downey jr., die van 2008 tot en met 2019 de rol van Tony Stark / Iron Man vertolkte, om terug in het Marvel Cinematic Universe te keren maar ditmaal als het personage Victor von Doom / Doctor Doom. Schrijver Waldron leverde in mei 2024 vervolgens een compleet nieuw filmscenario in.
Tijdens het San Diego Comic-Con, in juli 2024, werd bekend dat Avengers 5 de officiele titel Avengers: Doomsday krijgt en dat de Anthony en Joe Russo waren aangenomen om de film te regisseren. Eerder regisseerde zij ook de Avengers-films Infinity War en Endgame. Het scenario van de film zal geschreven gaan worden door Stephen McFeely. Tijdens SDCC werd tevens de terugkeer van Downey jr. officieel bevestigd. Hierbij werd ook bekend dat The Fantastic Four: First Steps-hoofdrolspelers Pedro Pascal, Vanessa Kirby, Joseph Quinn en Ebon Moss-Bachrach belangrijke rollen in de film gaan spelen.
Op 26 maart 2025 maakte Marvel Studios 27 Marvelacteurs bekend die een rol in de film gaan spelen: Downey jr., Pascal, Kirby, Quinn, Moss-Bachrach, Chris Hemsworth, Anthony Mackie, Sebastian Stan, Letitia Wright, Paul Rudd, Wyatt Russell, Tenoch Huerta Mejía, Simu Liu, Florence Pugh, Lewis Pullman, Danny Ramirez, David Harbour, Hannah John-Kamen, Winston Duke, Tom Hiddleston, Channing Tatum, Patrick Stewart, Ian McKellen, Kelsey Grammer, Alan Cumming, Rebecca Romijn en James Marsden. Hierbij keert het grootste deel terug uit eerdere MCU-films, McKellen, Grammer, Cumming, Romijn en Marsden hernemen hun rollen uit de X-Men filmserie van 20th Century Fox.

### Productie
De productie van de film ging op 26 maart 2025 van start in Londen, Engeland. Een maand later, op 28 april 2025, gingen de opnames van start bij Pinewood Studios in Buckinghamshire, Engeland. De muziek van de film wordt gecomponeerd door Alan Silvestri.

## Release
Avengers: Doomsday staat gepland om door Walt Disney Studios Motion Pictures wereldwijd uitgebracht te worden, met in de Verenigde Staten een geplande releasedatum van 18 december 2026. De film zal daarmee onderdeel zijn van fase zes van het Marvel Cinematic Universe. Oorspronkelijk stond de geplande releasedatum van 2 mei 2025, deze werd echter uitgesteld door de Writers Guild of America-staking van 2023. Een latere releasedatum van 1 mei 2026 werd door onbekend gemaakte redenen ook verschoven.